# Alice Miller
Alice Miller (* 12. Januar 1923 in Piotrków Trybunalski, Polen, als Alicja Englard; † 14. April 2010 in Saint-Rémy-de-Provence, Frankreich) war eine polnisch-schweizerische Autorin und Psychologin.
Sie hat in vielen allgemeinverständlichen Werken ihre Ansichten über die Kind-Eltern-Beziehung dargestellt und die Psychoanalyse kritisiert. Deren Triebtheorie bezeichnete Miller als irrealen Glauben, weil die Triebtheorie Traumata der Kindheit als kindliche Phantasien darstelle und die Realität von Kindesmissbrauch und Kindesmisshandlung leugne. Konsequent trat sie 1988 aus der Schweizerischen Gesellschaft für Psychoanalyse und der Internationalen Psychoanalytischen Vereinigung aus. Ihrer Einordnung als Psychoanalytikerin widersprach sie seit Ende der 1980er Jahre vehement (→ Abkehr von der Psychoanalyse) und bezeichnete sich selbst zuletzt als „Kindheitsforscherin“.
Am bekanntesten wurde ihr erstes Buch Das Drama des begabten Kindes, das 1979 und danach mehrmals mit Ergänzungen und Überarbeitungen erschien. In ihrem Werk setzt sie sich kritisch mit der Psychoanalyse sowie psychotherapeutischen und pädagogischen Paradigmen auseinander.

## Leben

### Eltern und Kindheit
Alice Miller wuchs als Alicja Englard in einer jüdisch-orthodoxen Familie im polnischen Piotrków Trybunalski auf. Sie war die älteste Tochter von Gutta und Meylech Englard.
Miller charakterisierte ihren Vater als einen „erfolglose[n] Bankier“ und ihre Mutter als eine Hausfrau, die „einst“ „ein rechtloses, von ihren Eltern und Brüdern unterdrücktes Mädchen“ „gewesen war“, das mit „Worten über Liebe, Moral und Pflicht“ „großgezogen wurde“. Das Paar heiratete im Juli 1921. Miller kam achtzehn Monate nach der Hochzeit zur Welt; nach weiteren vier Jahren wurde ihre jüngere Schwester geboren. Über ihre Mutter schrieb Miller, sie „hatte ihre bewährten Vorstellungen, wie man sie damals zu haben pflegte, u. a. daß jede Mutter ex definitione nur ‚das Beste für ihr Kind wolle‘,[…]“. Die Schulhefte ihrer Tochter stellte die Mutter „ihren Freundinnen als Beweis ihrer pädagogischen Talente zur Schau“. Über ihre Situation in der Familie schrieb sie 1988: „Die Entdeckung, daß ich ein mißbrauchtes Kind war, daß ich vom Anbeginn meines Lebens unbedingt auf die Bedürfnisse und Gefühle meiner Mutter eingehen mußte und gar keine Chance hatte, meine eigenen zu fühlen, hat mich sehr überrascht.“
Im Jahr 1931 zog sie mit ihren Eltern nach Berlin, wo sie die deutsche Sprache erlernte. Nach der Machtergreifung durch die Nationalsozialisten kehrte die Familie 1933 nach Piotrków zurück.

### Überleben während der deutschen Besatzung Polens
Nach der deutschen Besetzung Polens im Herbst 1939 verschlechterten sich die Lebensumstände für die jüdische Minderheit dramatisch. Miller konnte mit 17 Jahren noch 1940 in Warschau das Abitur ablegen. Dann wurde sie mit ihrer gesamten Familie ins Ghetto Piotrków Trybunalski eingewiesen. Durch Kontakte zur jüdischen Untergrundorganisation gelang es Miller, sich einen Pass mit dem Decknamen Alice Rostowska zu beschaffen, das Ghetto im Sommer 1940 zu verlassen und in Warschau unter falscher Identität zu leben. Es gelang ihr, auch ihre Mutter und Schwester aus dem Ghetto zu befreien. Der Vater starb 1941 im Ghetto.

### Ausbildung und Leben in der Schweiz
Im Jahr 1942, mit 19 Jahren, begann sie Literaturgeschichte und Philosophie an der Geheimen Universität Warschau zu studieren (Tajny Uniwersytet Warszawski).
Nach dem Ende des Zweiten Weltkriegs setzte Miller 1945 ihr Studium an der Universität Łódź fort. Nach zwei Semestern als Gaststudentin der Schweizerischen Akademischen Nachkriegshilfe ging sie an die Universität Basel, wo sie ihr Studium an der Philosophisch-Historischen Fakultät fortsetzte. Bei ihrer Einwanderung in die Schweiz behielt sie ihren Decknamen bei, was in der Öffentlichkeit lange Zeit zu der Annahme führte, Rostowska sei ihr Geburtsname gewesen. Sie studierte von Dezember 1946 bis Februar 1953 im Hauptfach Philosophie und in den Nebenfächern Psychologie und Soziologie. Sie unterbrach ihr Studium mehrfach; etwa wegen der Heirat mit Andreas Miller am 14. April 1949, einem ebenfalls aus Polen emigrierten Soziologen, wegen ihres Umzugs von Basel nach Rapperswil (SG) am Zürichsee und der Geburt ihres Sohnes Martin.
Anschließend erwarb sie den Doktor der Philosophie an der Universität Basel durch eine Dissertation bei Heinrich Barth über Das Problem der individualisierten Begriffsbildung bei Heinrich Rickert. Deren Veröffentlichung als Buch bei einem Verlag in Winterthur ermöglichte der Regenzausschuss der Universität durch einen größeren Beitrag aus dem Dissertationsfond.
Während ihrer Studienzeit besuchte sie Übungen und Vorlesungen in Polen bei Władysław Witwicki, Władysław Tatarkiewicz, Józef Chałasiński, Tadeusz Marian Kotarbiński und dessen früherer Studentin und späterer Ehefrau Dina Sztejnbarg (Pseudonym: Janina Kamińska) sowie in Basel außer bei Heinrich Barth auch bei Fritz Buri-Richard, Hermann Gauss (Professor der Philosophie), Karl Jaspers, Hans Kunz, Hendrik van Oyen (Professor der Theologie), Edgar Salin, Herman Schmalenbach, Andreas Speiser und John Eugen Staehelin-Iselin (Professor der Psychiatrie).
Nach Abschluss des geisteswissenschaftlichen Studiums begann Miller in Zürich eine Ausbildung in freudianischer Psychoanalyse. Die Ausbildung von Psychoanalytikern nach Richtlinien der Internationalen Psychoanalytischen Vereinigung (IPV) lag zu dieser Zeit zwar formell bei der Schweizerischen Gesellschaft für Psychoanalyse (SGPsa) und deren Unterrichtsausschuss, war jedoch tatsächlich einem informellen, als Kränzli apostrophierten Freundeskreis von Psychoanalytikern in Zürich überlassen.
Zu diesem Kreis gehörten zunächst Fritz Morgenthaler, Jacques Berna und das Ehepaar Goldy Parin-Matthèy und Paul Parin, dann auch Harold Winter, Harold Lincke und Fred Singeisen und noch später Arno von Blarer, Ulrich Moser, Maria Pfister-Ammende, das Ehepaar Renate Grütter und Emil Grütter, Hans Müller-Winterthur und andere. Schließlich wuchs dieser Kreis durch das steigende Interesse an der Psychoanalyse so stark an, dass ihm aus praktischen Gründen 1958 ein institutioneller Rahmen gegeben werden musste: In Zürich wurde das Psychoanalytische Seminar für Kandidaten (PSK) gegründet. Es blieb formell unabhängig von der SGPsa und veröffentlichte seine ersten beiden Programme gemeinsam mit dem nicht freudianisch, sondern daseinsanalytisch orientierten, der Psychiatrischen Universitätsklinik Zürich („Burghölzli“) nahestehenden Institut für ärztliche Psychotherapie. Am PSK unterrichteten von 1958 bis 1965 neben den genannten Berna, von Blarer, Lincke, Morgenthaler, U. Moser, Müller-Winterthur, P. Parin und Winter auch Gustav Bally und Ernst Blum.
Miller absolvierte im Zusammenhang ihrer Ausbildung zwei Psychoanalysen; ihre zweite Analytikerin war Gertrud Boller-Schwing, die 1940 das Buch Ein Weg zur Seele des Geisteskranken veröffentlicht hatte. Trotz der Analysen blieb Millers Kindheitsamnesie nach eigener Feststellung „mehr oder weniger intakt“.
Die Analysen wurden, entsprechend einer weiteren damaligen Eigenart der Psychoanalytiker-Ausbildung in der Schweiz, nicht vor deren Beginn, sondern erst nach deren Abschluss durch Aufnahme Millers in die SGPsa als zuständigem Berufsverband offiziell zu Lehranalysen erklärt. Grund für diese Verfahrensweise war die damals unter den Mitgliedsverbänden der IPV einzigartige Handhabung der Analytikerausbildung bei der SGPsa, durch die erklärtermaßen eine schulmäßige Aufnahmeprüfung zum Ausbildungsgang in Psychoanalyse vermieden werden sollte und aus der auch folgte, dass es zu dieser Zeit in der SGPsa jedenfalls formell weder Lehranalysen noch Lehranalytiker gab.

### Kinder
Miller wurde unterstellt, dass sie keine eigenen Kinder habe und deshalb mangels eigener mütterlicher Erfahrung Kinder idealisiere. Tatsächlich hatte sie zwei Kinder, Martin und Julika. Mitte der 1990er-Jahre dankte sie ihren Kindern auch öffentlich für das Vertrauen, das diese ihr entgegenbrachten, und äußerte die Hoffnung, dass ihr noch genug Lebenszeit bleibe, um das von ihren Kindern in sie gesetzte Vertrauen „wirklich zu verdienen“.
Miller selbst zog ihre Kinder ohne körperliche Strafen auf, räumte jedoch ein, dass sie wegen der früheren Verdrängung ihrer eigenen Gefühle und Bedürfnisse ihrem ersten Kind Martin nicht das Verständnis hatte geben können, das er brauchte, und ihn deshalb manchmal vernachlässigt habe.
Martin Miller berichtete nach dem Tod seiner Mutter, dass er in deren Gegenwart von seinem Vater Andreas Miller geschlagen wurde.
Die Gewalt seines Vaters sei „von verbal bis physisch“ gegangen, „wobei [seine] Mutter da intervenierte“.
Diese Verhältnisse während der Zeit seines Aufwachsens von den 1950er-Jahren bis zur Trennung Millers von ihrem Mann Mitte der 1960er Jahre führte er darauf zurück, dass seine Eltern „durch die Kriegserfahrung sehr belastet“ waren und „sich [in der Schweiz] emporarbeiten [mussten], als Flüchtlinge, als Migranten“:
„Sie hatten vielleicht andere Sorgen, als sich über Erziehung Gedanken zu machen“, und „mussten sich arrangieren, in der Gesellschaft positionieren, Erfolg haben[;] da blieben die Kinder auf der Strecke“.
1980 schilderte Miller, dass „unzählige Gespräche mit [ihrem] Sohn, […] in denen er [sie] immer wieder mit den von [ihr] in der Kindheit verinnerlichten, unbewußten Erziehungszwängen [ihrer] Generation konfrontierte“, „eine wichtige Rolle“ spielten „in [ihrem] Erkenntnisprozeß“ darüber, „was Erziehung eigentlich ist“:

„Dem reichen und klaren Ausdruck seiner Erlebnisse verdanke ich einen Teil meiner eigenen Befreiung von diesen Zwängen, die erst möglich wurde, nachdem ich für die raffinierten, winzigen Nuancen der erzieherischen Haltung hellhörig geworden war. Viele der hier ausgeführten Gedanken habe ich mit meinen Sohn durchdiskutiert, bevor ich sie niederschrieb.“

Miller vermutete 15 Jahre später, dass sie ihre Blockierungen ohne Martins Offenheit, Beharrlichkeit und Wachheit und ohne seine schließliche Klarheit nicht gesehen hätte. Ihr Sohn Martin bezeichnet die Erziehung durch seine Mutter als eine Katastrophe.

### Leben in Frankreich
Alice Miller lebte seit 1985 im südfranzösischen Saint-Rémy-de-Provence.

### Tod
Am 5. April 2010 teilte Miller mit, die Arbeit auf ihrer Website wegen eines „starken Muskelverlustes“ einstellen zu müssen; dabei sprach sie bereits von ihrem bevorstehenden Tod.
Am 23. April 2010 gab ihr Verlag bekannt, dass sie am 14. April 2010 im Alter von 87 Jahren gestorben und im engsten Kreis beigesetzt worden sei.
In seiner Biografie über seine Mutter schildert Martin Miller, dass Alice Miller Anfang 2010 ernsthaft erkrankt war. Nachdem Pankreaskrebs in fortgeschrittenem Stadium diagnostiziert worden war, bemühte sie sich um aktive Sterbehilfe und setzte am 14. April ihrem Leben selbst ein Ende. Der Leichnam wurde verbrannt und die Asche an einem kleinen Bergsee bei St. Rémy verstreut.
Der selbstgewählte Todestag, der 14. April, war der Hochzeitstag von Alice und Andreas Miller. Die Hochzeit hatte am 14. April 1949 in Zürich stattgefunden.

## Karriere

### Psychoanalytische Praxis
Anfang der 1960er Jahre wurde Miller Mitglied der SGPsa und gehörte später deren Unterrichtsausschuss unter der Leitung von Fritz Morgenthaler an. Daneben wurde sie Mitglied der IPV.
In der zweiten Hälfte der 1960er-Jahre befasste sie sich mit zwei Artikeln und einem 1966 in Frankfurt am Main gehaltenen Vortrag Heinz Kohuts zum Thema Narzissmus. Auf der 6. Arbeitstagung der Mitteleuropäischen Psychoanalytischen Vereinigung in Brunnen am Vierwaldstättersee hörte sie im April 1968 einen Vortrag Clemens de Boors, der „den Arbeiten Kohuts über den Narzißmus eine besondere und sehr wichtige Rolle“ zuschrieb, de Boor verspräche „sich von ihnen mit Recht, dem veränderten Krankheitsbild unserer Patienten in den letzten vierzig Jahren besser Rechnung tragen zu können“.
Zur selben Zeit wurde der Vorstand der SGPsa (→ Psychoanalytische Ausbildung) im Frühjahr 1968 mit der Forderung nach studentischer Selbstverwaltung konfrontiert: Auf der Tagesordnung stand das Thema Beteiligung der Kandidaten an der Ausbildung. In Zürich und Genf bildeten sich selbstständige Arbeitsgruppen von Kandidaten; im Mai beschloss der SGPsa-Vorstand, Zürcher Kandidaten zur Programmgestaltung der Seminare hinzuzuziehen. Im Dezember fand die erste Vollversammlung der Kandidaten statt: Verhandelt wurde unter anderem die Abhaltung von Seminarien ohne Dozenten der SGPsa und die Mitbestimmung des SGPsa-Unterrichtsausschusses durch Kandidaten. Da die Dozenten des PSK die antiautoritären Begehren der 1968er-Initiativen mit Zurückhaltung sahen, entstanden Konflikte mit den Kandidaten; gleichwohl wurden Kandidatenvertreter in den SGPsa-Unterrichtsausschuss gewählt. In der Folge dieser Entwicklung wurde das PSK zu Beginn der 1970er-Jahre in ein nun selbstverwaltetes Seminar umgeformt. In dessen erster Seminarleitung nach der Umstrukturierung vertrat Miller ab April 1970 die außerordentlichen SGPsa-Mitglieder. Die Umformung des Seminars wurde nach außen durch einen Namenswechsel reflektiert: Im Sommer wurde das Psychoanalytische Seminar für Kandidaten in Psychoanalytisches Seminar Zürich (PSZ) umbenannt.
Inzwischen nahm Miller den Vortrag de Boors zum Anlass, einen Artikel Zur Behandlungstechnik bei sogenannten narzißtischen Neurosen zu verfassen, in dem sie neben theoretischen und praktischen Ausführungen vier Fallbeispiele von Patientinnen darstellte, die sie in den 1960er-Jahren behandelt hatte (zwei, die sie als schwer zwangsneurotisch, und zwei, die sie als „Zwangscharaktere“ auffasste); sie reichte den Artikel im Juli 1970 bei der psychoanalytischen Fachzeitschrift Psyche ein, wo er 1971 veröffentlicht wurde. Zu dieser Zeit praktizierte sie in der Nähe des Kreuzplatzes in Zürich.

### Zeichnen und Malen
Erst im Alter von 49 Jahren, im Jahr 1972, fing Miller an, zu malen, obwohl sie es sich ihr „ganzes Leben lang gewünscht hatte, ohne daß sich dieser Wunsch deutlich genug hätte durchsetzen können“. Für ihre Bilder verwendete sie „alle möglichen Techniken“, namentlich Öl, Öl-Pastell, Gouache und Aquarell.
Weil Miller anfangs kein eigenes Atelier zur Verfügung stand, malte sie „große Ölbilder an der Staffelei in der Ecke eines Zimmers“. 1973 begann sie, spontan zu malen, was sie später als den Anfang ihres „Befreiungsprozess[es]“ „aus dem Labyrinth der Selbsttäuschung, das Psychoanalyse genannt wird“, bezeichnete. Um ihrem Bedürfnis zu entsprechen, „nicht tagelang an einem Bild zu bleiben“, sondern sich „schnell und spontan mitzuteilen“, fing sie an, „auf Malblöcken zu arbeiten“. Aus der Knappheit ihrer Zeit ergab sich die Technik, „mit einem weichen, ziemlich breiten Pinsel und mit durch Terpentin stark verdünnter Ölfarbe große, schnelle Striche“ vorzulegen, „gerade so, wie [ihre] Hand es [will]“. Mit dem Spachtel drückte sie anschließend in die feuchte Farbe weitere, unverdünnte Farben, die sich mit den vorgelegten, feuchten Farben mischten und teilweise ausliefen. In diese Mischung zeichnete sie dann verschiedene Formen ein, sodass ein Teil ihrer Bilder in einigen Minuten fertig war. Sie ließ die Blätter einige Tage trocknen, bevor sie sie in Schubladen legte, weil sie Platz für die nächsten Bilder brauchte. Auf diese Weise gelangte Miller zu Hunderten von Blättern, die für sie „eine Art Tagebuch aus dieser Zeit [darstellten]“. Die beschriebene Maltechnik verlor für sie an Bedeutung, nachdem sie ein eigenes Atelier mit anderen räumlichen und technischen Möglichkeiten erhielt.
Der etwa zur gleichen Zeit begonnene Versuch, Bilder zu malen, die sie nachts zuvor geträumt hatte, gelang ihr nicht:

„Ich kann nur immer aus dem Moment heraus malen. Sobald ich mir etwas vornehme, bin ich blockiert, selbst wenn es sich um meinen eigenen Traum handelt. Im Moment des Malens kann ich höchstens neue Träume träumen, aber nicht einen vergangenen darstellen. Auch kann ich mir nicht vornehmen, eine Leinwand so oder so zu gestalten, ohne meinen Plan in kurzer Zeit völlig zu verändern. Das gleiche geschieht, wenn ich Maler, die mir wichtig sind, zu kopieren versuche. Ich fange an, und nach ein paar Minuten entsteht daraus ein anderes Bild, das nur wenig mit seinen Anfängen zu tun hat.“

In Hotels und Restaurants zeichnete Miller Gesichter; auf ihren Reisen in verschiedene Großstädte ging sie zum Aktzeichnen und genoss „die Konzentration der Anwesenden auf das Sehen und die aufmerksame Stille“. Sie zeichnete je nach ihrer Stimmung „den Akt in Pose“ oder, wenn sie nicht in Stimmung war, „einen nackten Körper in Pose anzusehen, […] die Gesichter der Zeichnenden“. Zu ihrer Maltechnik beim Aktzeichnen merkte sie an:

„Was die Maltechnik betraf, mußte ich sie immer wieder neu für mich erfinden oder entdecken, je nachdem, wie ich mich gerade fühlte oder in welcher äußeren Situation ich mich gerade befand. Die dabei entstehende Technik war also das Ergebnis eines starken Dranges nach Ausdruck und der praktischen Möglichkeiten, die mir zur Verfügung standen.“

Neben dem Gesichter- und Aktzeichnen nannte Miller das Kopieren als ihre „Schule im Zeichnen“. Da sie der Meinung war, ihr „Unvermögen zu kopieren“ gelte „vor allem“ „für gemalte Bilder“, kopierte sie überwiegend Zeichnungen, namentlich Gesichter von Leonardo da Vinci, Pablo Picasso und „immer wieder“ von Rembrandt.
Sie selbst bezeichnete ihren Stil als Improvisieren:

„Ich muss immer wieder neu suchen, finden, tasten, ausprobieren und kann nie etwas langsam ausführen, mich auf Bekanntes stützen, etwas üben und zu Ende bringen. Ich muß mich einem Geschehen ausliefern, das eine eigene Gesetzlichkeit zu haben scheint und das sich jeder Kontrolle und Zensur entzieht. Sobald ich versuche, es zu steuern, zu überlegen, langsamer zu arbeiten, ist dieses Geschehen blockiert. Das Ergebnis kann dann gekonnt wirken, aber es langweilt mich, vermutlich weil in ihm die Sprache des Unbewußten fehlt, das sich naturgemäß meinem Wissen und Können entzieht.“

Insgesamt hielt sie ihre Bücher ohne den durch das Malen gewonnenen Freiraum für „völlig undenkbar“.

### Auseinandersetzung um das „Modena-Hauser-Papier“
Im Herbst 1975 verfassten ein Kandidat und eine Kandidatin am PSZ, Ursula Hauser und Emilio Modena, ein ursprünglich internes Papier mit Thesen zur Einführung einer Study Group (dt. Studiengruppe) über Möglichkeiten psychoanalytischer Forschung aus marxistischer Sicht. Darin formulierten sie u. a.:

„Die politische Situation am Seminar ist gekennzeichnet durch den erfolgreichen Abschluss einer Kampfphase von kleinbürgerlich-radikal-demokratischen gegen bürgerlich-autoritäre Kräfte, was zu einer formalen Demokratisierung der Seminarstrukturen geführt hat. Der Kampf zwischen bürgerlichen, kleinbürgerlichen und proletarischen Tendenzen und Ideen dehnt sich infolgedessen heute auf das Gebiet der Lehrinhalte und der psychoanalytischen Konzeptualisierung aus.“

Professor Ulrich Moser, für den als spätes Mitglied des Kränzlis (→ Psychoanalytische Ausbildung) und Dozent am PSZ das Papier eigentlich nicht bestimmt war, erhielt davon Kenntnis und reagierte mit einem Brief an die Seminarleitung des PSZ sowie an den Präsidenten und den Unterrichtsausschuss der SGPsa: „Die Study Groups wurden eingeführt, um eine freiere Form der Literaturbewältigung zu finden. Es wurde auf Dozenten verzichtet […] und damit auch die Forderung fallen gelassen, dass ein Mitglied der [SGPsa] eine solche Veranstaltung zu führen hätte. Es war aber damit nicht gemeint, dass in dilettantischer Weise Gruppen durchgeführt werden und noch weniger sollte die Zielsetzung darin bestehen, politische Strategie mit wissenschaftlicher Forschungsplanung zu vermengen“.
Um das auf diesem Weg teilweise außerhalb der Study Group bekannt gemachte und später so genannte Modena-Hauser-Papier entstanden daraufhin langwierige Konflikte. Ulrich Moser beantragte im Februar 1976, die Zugänglichkeit der Study Groups, das Verfahren zu ihrer Aufnahme in das PSZ-Programm und die Festlegung ihrer Inhalte zu ändern. Die Seminarleitung setzte diese Anträge zwar in veränderter Form auf die Tagesordnung der zuständigen Versammlung und verschickte mit der Einladung Mosers Anträge, aber weder das Modena-Hauser-Papier noch Mosers darauf bezogenen Brief.

„In der Folge kam es zu einer höchst bewegten Konfrontation politisch divergierender Strömungen innerhalb des Seminars. […] In diesem Prozess im PSZ verlor manch bestandener Lehranalytiker und mancher A[nalytiker] i[n] A[usbildung] mit abgeschlossener Analyse die analytische Entspanntheit und Gelassenheit und griff zu politisch-taktischen Mitteln wie Filibuster, Manipulation, Erpressung oder polternden Protest à la weiland Chrustschow in der Uno in New York. Zum ersten Mal in der Geschichte der SGP[sa], vielleicht auch der IPA, kam es zum politischen Druckmittel des Streikes, indem 8 Dozenten bis zu Klärung der Situation im Seminar ihre Vorlesungen einstellten.“

Miller war während dieser Vorgänge Mitglied des SGPsa-Unterrichtsausschusses. Sie übermittelte Anfang März 1976 an den damaligen SGPsa-Präsidenten Fritz Meerwein einen sechsseitigen Antrag, der in die nächste Jahresversammlung der SGPsa eingebracht werden sollte, mit dem Gegenstand, dem PSZ die Anerkennung als Ausbildungsseminar zu entziehen. In der Begründung des Antrages führte sie u. a. aus, „in der Modena-Hauser-Moser-Affäre hätte die Seminarleitung sich geweigert, Mosers Anliegen zu entsprechen, und versucht, die Sache zu bagatellisieren und geheim zu halten. Junge Analytiker müssten generell mit “ grössten Aengsten und Ohnmachtsgefühlen kämpfen, wenn sie im Plenum ihre Meinung äussern wollten, und würden verspottet oder totgeschwiegen, wenn die Meinung von derjenigen der Mehrheit „abweiche“. „Wenn dies wirklich so ist, wenn innerhalb des Seminars nichts mehr zu ändern ist, was die vergeblichen Versuche von Prof. Moser beweisen, ist nicht jetzt aber der Moment gekommen, diesem Seminar die Anerkennung der SGP[sa] zu entziehen und ein anderes, geschlossenes zu gründen, wo nur potentielle Mitglieder der [SGPsa] ausgebildet werden könnten?“
Knapp zwei Wochen vor der Abstimmung über Millers Antrag erwies sich jedoch, dass „Ulrich Mosers Versuche, im Seminar etwas zu verändern,“ „im Gegensatz zu den“ Äußerungen von Alice Miller nicht vergeblich waren: Sie wurden am 10. Mai 1976 mit großer Mehrheit angenommen. Millers Antrag fand in der Jahresversammlung am 22. Mai dann zwar eine einfache Mehrheit, scheiterte jedoch an der seit einer Statutenänderung im Jahr 1974 für den Entzug notwendigen Zwei-Drittel-Mehrheit.

### Konzentration auf publizistische Tätigkeit
Im April 1978 – Miller hatte zu dieser Zeit ihre Praxis am Zollikerberg bei Zürich – reichte sie wiederum bei der Redaktion der Zeitschrift Psyche das Typoskript zu dem Artikel Depression und Grandiosität als wesensverwandte Formen der narzißtischen Störung ein. Der Artikel wurde dort im Jahr darauf veröffentlicht und mit kleinen Änderungen als Teil II in die Originalausgabe ihres ersten Buches Das Drama des begabten Kindes (1979) übernommen. Es erschien im selben Verlag wie die Bücher des Psyche-Gründers und -Herausgebers Alexander Mitscherlich bei Suhrkamp in Frankfurt am Main.
Etwa zur gleichen Zeit erschien im englischen Sprachraum von ihr ein Artikel unter dem Titel The drama of the gifted child and the psychoanalyst's narcissistic disturbance (dt. Das Drama des begabten Kindes und die narzisstische Störung des Psychoanalytikers), der in dasselbe Buch als Teil I übernommen wurde.
Nach 20-jähriger Tätigkeit als Psychoanalytikerin und als Lehranalytikerin gab Miller 1980 „ihre Praxis und ihre Lehrtätigkeit auf, um die Kindheit systematisch zu erforschen“.
Aus ihrer Zeit als Psychoanalytikerin zog sie 1985 das Fazit:

„Ich hatte zwanzig Jahre lang zugesehen, wie Menschen die Traumen ihrer Kindheit leugneten, wie sie ihre Eltern idealisierten und sich gegen die Wahrheit ihrer Kindheit mit allen Mitteln wehrten.“

### Abkehr von der Psychoanalyse
Miller veröffentlichte 1980 ihr zweites Buch Am Anfang war Erziehung, ihm folgte 1981 Du sollst nicht merken – Variationen über das Paradies-Thema. Dazu verfasste sie 1983 ein neues Nachwort, in dem sie schrieb: „Nur die Befreiung von pädagogischen Tendenzen führt zu Einsichten in die tatsächliche Situation des Kindes“ und anschließend ihre Positionen in 21 Absätzen zusammenfasste, von denen keiner länger als zwei Sätze ist, beginnend mit dem Satz „Das Kind ist immer unschuldig“. Der Text wurde später unter dem Titel Einundzwanzig Punkte auch eigenständig veröffentlicht und Nachauflagen anderer Bücher Millers angefügt.
Beide Bücher stellten eine Auseinandersetzung mit und Weiterentwicklung des Begriffs der Schwarzen Pädagogik dar. Sie sah die Schwarze Pädagogik als Grundlage einer von ihr so bezeichneten Schwarzen Psychoanalyse, was zu einem Teil ihrer Psychoanalyse-Kritik wurde.
1984 formulierte sie einen weiteren, etwa doppelt so langen Text mit dem ähnlichen Titel Zwölf Punkte über die Kind-Eltern-Beziehung, in dem sie schrieb „Bisher schützte die Gesellschaft die Erwachsenen und beschuldigte die Opfer“. Er erschien zuerst in For Your Own Good, der englischen Ausgabe ihres Buches Am Anfang war Erziehung.
Noch Mitte der 1980er Jahre bot Miller psychotherapeutische Workshops an der Universität Zürich an.
In dem Buch Bilder einer Kindheit veröffentlichte Miller 1985 „einen kleinen Teil“ ihrer „in Postkartengröße gemalten Aquarelle“ aus der Zeit seit 1983. Darin war zum ersten Mal eine deutsche Fassung des Textes Zwölf Punkte enthalten.
Für Thou Shalt Not Be Aware, die amerikanische Ausgabe von Du sollst nicht merken in der Übersetzung von Hildegarde und Hunter Hannum, erhielt Miller am 13. November 1986 in New York den vierten Janusz Korczak Literary Award der Anti-Defamation League in der Kategorie Bücher für Erwachsene über Kinder; ihr wurde ein Preisgeld von 1000 USD und eine Plakette überreicht.
Im April 1987 erklärte sie schließlich in einem Interview für die Zeitschrift Psychologie Heute ihre Abkehr von der Psychoanalyse.
Im Jahr darauf trat sie sowohl aus der Schweizerischen Gesellschaft für Psychoanalyse als auch der Internationalen Psychoanalytischen Vereinigung aus, „weil sie der Meinung ist, daß die psychoanalytische Theorie und Praxis den ehemaligen Opfern der Kindesmißhandlungen verunmöglicht, dies zu erkennen und die Folgen der Verletzungen aufzulösen“.
Über diese Zeit schrieb sie zwei Jahre später:

„Bis 1988 bekam ich noch Falldarstellungen zugeschickt, die die Ausbildungskandidaten dem Unterrichtsausschuss vorgelegt hatten, um Mitglieder der Psychoanalytischen Gesellschaft zu werden. In allen diesen Darstellungen ließ sich nachweisen, daß und in welcher Weise die Patienten daran gehindert wurden, zu sehen, was ihnen in ihrer Kindheit angetan worden war, obwohl sich dies aus dem Material überdeutlich zu erkennen gab. Solche Behandlungen, Analysen genannt, sind sinnlos und nicht selten schädlich.

Meine persönlichen Erfahrungen halfen mir schließlich zu begreifen, daß die Psychoanalyse die neuen Erkenntnisse über die Kindheit niemals integrieren wird, weil sie es ihrem Wesen nach nicht kann. Sie verdankt ihre Daseinsberechtigung der Verleugnung der konkreten Fakten mit Hilfe von abstrakten, verbrämenden Konstruktionen. Daher verfehlt sie nicht zufällig, sondern zwangsläufig die Wahrheit. Sie ist ein gutfunktionierendes System zur Unterdrückung der Wahrheit über die Kindheit, einer Wahrheit, die von der ganzen Gesellschaft gefürchtet wird. Nicht von ungefähr genießt die Psychoanalyse gerade unter Intellektuellen ein hohes Ansehen. Unendliche Gedankenspiele lassen sich an Freuds Theorien knüpfen.“

Folglich wies Miller seither die Bezeichnung als Psychoanalytikerin energisch von sich:

„Ich bin meinen Leserinnen und Lesern diese Information schuldig, weil ich aus den Zuschriften erfahre, daß sich bedauerlicherweise einzelne Menschen nach der Lektüre meiner ersten Bücher zur psychoanalytischen Ausbildung oder Behandlung entschließen, in der Annahme, daß das, was ich hier vertrete, die Ansichten der heutigen Analytiker spiegelt.

Diese Annahme ist vollkommen unzutreffend und irreführend. Das Lehrgebäude der Psychoanalyse ist auch in den letzten zehn Jahren unverändert geblieben, und ich persönlich kenne keinen einzigen Menschen, der die Erkenntnisse meiner Bücher integriert hätte und sich noch als Psychoanalytiker bezeichnen wollte. Ich halte dies auch für unmöglich, weil ein Therapeut, der einen emotionalen Zugang zu seiner Kindheit gewonnen hat, den ich ja für nötig halte, nicht blind bleiben kann für die Tatsache, daß die Psychoanalyse gerade diesen Zugang um jeden Preis verhindert. Wenn ich häufig immer noch, zu Unrecht, als Psychoanalytikerin bezeichnet werde, dann nur, weil ich es nicht jedesmal rechtzeitig erfahre, um diese Meinung zu korrigieren.“

### Leserzuschriften
Seit 2007 beantwortete Alice Miller auf ihren Webseiten Briefe von Lesern, die sich auf die Themen ihrer Bücher oder Artikel beziehen. Einen Teil ihrer Antworten hat sie 2009 in dem nur als PDF-Datei erschienenen Buch Jenseits der Tabus zusammengefasst.

## Positionen
Millers Auffassung zufolge sind jahrelange, oft unbewusst erlebte Auswirkungen elterlicher psychischer Einflüsse auf das Kind und die für die beteiligten Personen unsichtbaren Wirkmechanismen die Ursache so genannten kindlichen Fehlverhaltens und psychosomatischer wie psychischer Krankheiten auch im Erwachsenenalter. Werden diese nicht aufgearbeitet, so argumentiert Miller, werden sie unreflektiert an die Umwelt weitergegeben – z. B. als Eltern an die eigenen Kinder (wobei das Kind mitunter in die Elternrolle gedrängt wird) oder als Politiker an das Volk – oder beispielsweise durch Drogenkonsum oder Kriminalität kompensiert.
Miller ist der Ansicht, dass auch in spektakulären Fällen von Kindesmisshandlung (Trauma) oder Kindesmord immer anhand der Kindheitsgeschichten der Täter bzw. Täterin nachgewiesen werden kann, dass die Ursache der Tat in den eigenen Erlebnissen als Kind zu suchen ist. Gerichtlich bestellte Gutachter im Strafverfahren stellen diesen Zusammenhang in der Regel jedoch nicht her.
Alice Miller wendet sich gegen Schwarze Pädagogik, worunter sie eine Erziehung versteht, die darauf abzielt, den Willen des Kindes mit Manipulation, Machtausübung und Erpressung zu brechen. Der von ihr geprägte Begriff wissender Zeuge bezeichnet eine Person, die von dem Leiden des Kindes mehr wisse als andere, wie z. B. ein Anwalt oder Psychologe. Der Begriff helfender Zeuge bzw. helfende Zeugin meint eine Person, die das Kind aktiv unterstützt, wie z. B. ein Lehrer, ein Nachbar oder ein Geschwister.

### Lernen aus Erfahrung
Miller betonte die Wichtigkeit der konkreten Lebenserfahrung als Quelle von Lernen:

„Denn jedes Kind lernt durch Nachahmung. Sein Körper lernt nicht das, was wir ihm mit Worten beibringen wollten, sondern das, was dieser Körper erfahren hat. Daher lernt ein geschlagenes, verletztes Kind zu schlagen und zu verletzen, während das beschützte und respektierte Kind lernt, Schwächere zu respektieren und zu beschützen. Weil es nur diese Erfahrung kennt.“

Das Böse verstand Miller im Sinne der Destruktivität geschädigter Menschen. Dass es Menschen gibt, die ursachenlos böse auf die Welt kommen, lehnte sie als falsche Behauptung ab: „Ganz im Gegenteil, alles hängt davon ab, wie diese Menschen bei der Geburt empfangen und später behandelt wurden.“

### Die Rolle von Ideologien bzw. Religionen bezüglich der Erzeugung eines Untertanengeistes
Nach Millers Auffassung spielte es nicht die geringste Rolle, welche Ideologien oder Religionen dazu benutzt werden, Menschen zu blinden, naiven Untertanen zu machen:

„Wie wir wissen, eignet sich fast jedes Gedankengut dazu, den in der Kindheit mißhandelten Menschen als Marionette für die jeweiligen persönlichen Interessen der Machthaber zu gebrauchen. Auch wenn der wahre ausbeuterische Charakter der verehrten und geliebten Führer nach deren Entmachtung oder Tod zu Tage tritt, ändert das kaum etwas an der Bewunderung und bedingungslosen Treue ihrer Anhänger. Weil er den ersehnten guten Vater verkörpert, den man nie hatte.“

## Bücher

### Das Drama des begabten Kindes (1979, Neufassung 1994)
- Kinder haben nach Miller ein natürliches narzisstisches Bedürfnis (nach Aufmerksamkeit, Zuwendung). Es sei der ureigene Wunsch des Kindes, als das Zentrum der eigenen Aktivität gesehen, beachtet und ernst genommen zu werden.
- Die Erfüllung dieses Bedürfnisses sei zur Bildung eines gesunden Selbstgefühls und Selbstbewusstseins unerlässlich. Im Idealfall wirkt dabei die Mutter als Spiegel der eigenen Gefühle, die auch dann ohne Verlustangst ausgelebt werden können, wenn es sich um negative Affekte handelt (Ängste, Zorn, Trauer etc.), so dass das Kleinkind ein gesundes Selbstempfinden entwickelt. Erst die Möglichkeit, die eigenen Bedürfnisse und Gefühle auszuleben, fördert im späteren Leben ein echtes soziales Verhalten.
- Das Kind spüre die bewussten oder unbewussten Wünsche der Eltern und passe sich ihnen an, um sich die zum Überleben notwendige Aufmerksamkeit der Eltern zu sichern. Dabei müsse es die eigenen Bedürfnisse verleugnen, die durch den Drang nach Anpassung zwecks Sicherung des Objekts (der Mutter) überdeckt werden. Die äußerlichen Anforderungen (z. B. Leistung, Aussehen) würden als Introjekte verinnerlicht und abgespalten. Diese Abspaltung lebt im Menschen unbewusst fort und bestimmt sein Verhalten mit. Aus ihr ergibt sich der für den narzisstischen Menschen typische ambivalente Zustand: Ein Pendeln zwischen Depression einerseits und einem Grandiositätsgefühl andererseits, vergleichbar mit einem manisch-depressiven Zustand.
- Begabte Kinder seien für diese narzisstischen Störungen eher anfällig als „normale“ Kinder, weil sie verstärkt in der Lage sind, sich, ihre Umwelt und das eigene Verhalten schärfer zu analysieren. Bemerkt das Kind Unterschiede zwischen dem, was es spürt, und dem, was ihm vermittelt wird, reagiert es meistens damit, dass es einen „Fehler“ bei sich selber sucht und auf diese Weise „lernt“, dass die eigene Wahrnehmung nicht richtig sein kann – ein Mangel an Selbstwertgefühl (Kleinheitsgefühl) ist die Folge.
- Nach Alice Miller sind „keine äußerlichen Anforderungen“ an das Kind notwendig. Sie wendet sich gegen pädagogische Tendenzen (ähnlich der Hegelschen Kritik der Sollensethik). Ein Kind soll in seinem eigenen Wesen gestützt und gefördert werden. Darf sich das Kind in seiner Eigenart und Besonderheit ausleben, entwickelt es sich von selbst zu einem gesunden und sozialen Wesen.

### Am Anfang war Erziehung (1980)
Am Anfang war Erziehung ist Millers zweites Buch. Ihr zufolge sind die ersten Lebensjahre entscheidend, und Erziehungsfehler können im schlimmsten Fall zu verheerenden Folgen wie Verbrechen führen. Ihre These führt sie anhand dreier Fallstudien, der Kindheit einer Drogensüchtigen (Christiane F.), eines politischen Führers (Adolf Hitler) und eines Kindesmörders (Jürgen Bartsch) aus.

„[…] wohin ich schaue, sehe ich das Gebot, die Eltern zu respektieren, nirgends aber ein Gebot, das Respekt für das Kind verlangt.“

### Die Revolte des Körpers (2004)
Das vierte Gebot verlange von den Menschen, die Eltern zu ehren und zu lieben, auch wenn man beides nicht immer den Eltern gegenüber spürt, da viele Kinder auf unterschiedliche Art und Weise missbraucht werden. Daher entstehe in der Psyche (im Körper) ein Konflikt, der zur Selbstaggression oder zur Aggression nach außen führen könne. Alice Miller stellt die offensichtliche Verleugnung des Leidens in der Kindheit dar und zeigt die Folgen davon im Erwachsenenalter.

## Werk
Da die einzelnen Veröffentlichungen Alice Millers in einer verwirrenden Fülle von Überarbeitungen, Erweiterungen und Kürzungen vorliegen, die teils durch Redaktionen und Lektorate, teils durch die Autorin selbst vorgenommen wurden, sind die Quellen nachfolgend verhältnismäßig ausführlich bezeichnet, um die eindeutige Zuordnung sicherzustellen.
Veröffentlichungen anderer Autoren, die Vor- oder Nachworte von Alice Miller enthalten, sind nicht hier, sondern im Abschnitt → Literatur eingeordnet.

### Bücher

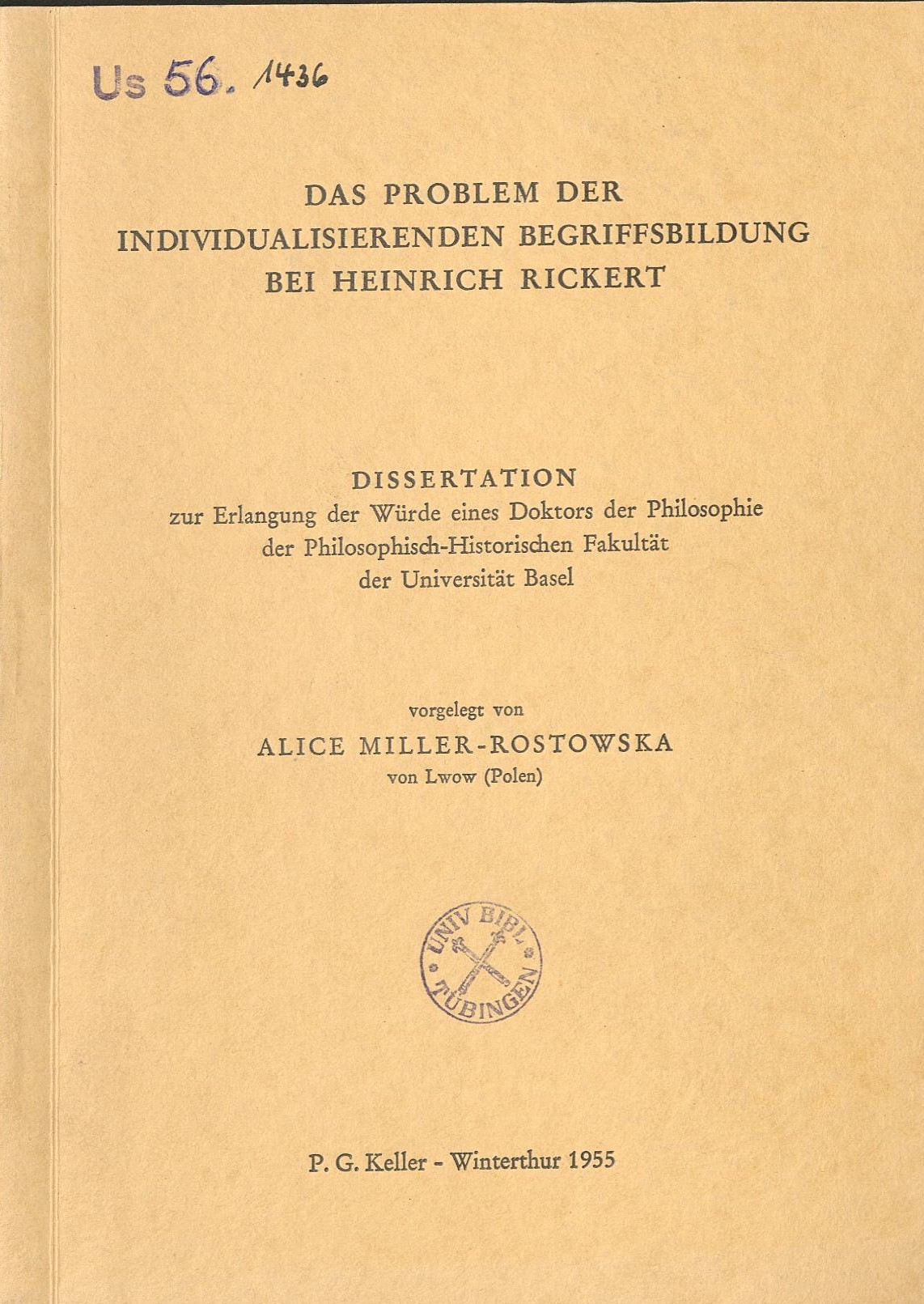
Dissertation (1953, 1955)

- Das Drama des begabten Kindes (ab 1979; für Das Drama des begabten Kindes – Eine Um- und Fortschreibung)
- Das Drama des begabten Kindes – Eine Um- und Fortschreibung (ab 1994)
- Alice Miller, Hugo Stamm: Die Flucht in die Falle: Gefahren der Primärtherapie. In: Das Magazin. Nr. 14. Tamedia, Zürich 1995, S. 54–62 (Hugo Stamm im Gespräch mit Alice Miller).
- Evas Erwachen. Über die Auflösung emotionaler Blindheit. 1. Auflage. Suhrkamp, Frankfurt am Main 2001, ISBN 3-518-41223-X. (Rezension)
- Alice Miller: Die Revolte des Körpers (= Suhrkamp Taschenbuch. Band 3743). Suhrkamp, Frankfurt am Main 2005, ISBN 3-518-45743-8, S. 205.

HR
– Alice Miller-Rostowska: Das Problem der individualisierenden Begriffsbildung bei Heinrich Rickert. Dissertation zur Erlangung der Würde eines Doktors der Philosophie der Philosophisch-Historischen Fakultät der Universität Basel. 1955, LCCN 64-033334 (Dissertation, Universität Basel, 1953; Buchhandelsausgabe: Das Individuelle als Gegenstand der Erkenntnis: Eine Studie zur Geschichtsmethodologie Heinrich Rickerts. P. G. Keller, Winterthur 1955).
1. 1 2 3 4 5 6 7  Lebenslauf (Seite 90, nicht paginiert).

DK-90
– Das Drama des begabten Kindes und die Suche nach dem wahren Selbst. 1. Auflage. Suhrkamp, Frankfurt am Main 1983, ISBN 3-518-37450-8 (Taschenbuch nach der gebundenen Ausgabe von 1979. 1981 mit einem Zusatz zum Vorwort versehen (Seite 12–13). Für eine Nachauflage der Taschenbuch-Ausgabe erweitert um → Standort 1990).
1. ↑  Teil II: Seite 55–103.
2. ↑  Teil I: Seite 15–54.

AE
– Am Anfang war Erziehung (ab 1980):
AE-80 – Am Anfang war Erziehung. 1. Auflage. Suhrkamp, Frankfurt am Main 1980 (Gebundene Ausgabe).
1. ↑  [Seitenangabe fehlt].

AE-87
– Am Anfang war Erziehung. 9. Auflage. Suhrkamp, Frankfurt am Main 1987, ISBN 3-518-37451-6 (Taschenbuch nach der gebundenen Ausgabe von 1980).
1. 1 2  Seite 12 (Fundstelle in späteren Ausgaben nicht mehr enthalten.).
2. 1 2  Seite 13 (Fundstelle in späteren Ausgaben nicht mehr enthalten.).

AE-90
– Am Anfang war Erziehung. 1. Auflage. Suhrkamp, Frankfurt am Main 1983, ISBN 3-518-37451-6 (Taschenbuch nach der gebundenen Ausgabe von 1980. Für eine Nachauflage der Taschenbuch-Ausgabe erweitert um → Standort 1990).
1. ↑  Seite 323 f (nicht paginiert).
2. ↑  Seite 302.

NM
– Du sollst nicht merken (ab 1981):
NM-81
– Du sollst nicht merken. Variationen über das Paradies-Thema. 1. Auflage. Suhrkamp, Frankfurt am Main 1981 (Gebundene Ausgabe).
1. ↑  [Seitenangabe fehlt].

NM-91
– Du sollst nicht merken. Variationen über das Paradies-Thema. 11. Auflage. Suhrkamp, Frankfurt am Main 1991, ISBN 3-518-37452-4 (Taschenbuch nach der gebundenen Ausgabe von 1981. Taschenbuch-Ausgabe mit einem neuen Nachwort von 1983. Nachwort erneut ergänzt auf Seite 406 nach Zeile 19 bis auf Seite 410, Zeile 11. Für eine Nachauflage der Taschenbuch-Ausgabe erweitert um → Standort 1990).
1. ↑  Seite 398 ff.
2. ↑  Seite 408.

BK
– Bilder einer Kindheit (ab 1985):
BK-90
– Bilder einer Kindheit. 66 Aquarelle und ein Essay. 1. Auflage. Suhrkamp, Frankfurt am Main 1985, ISBN 3-518-37658-6 (Taschenbuch. Mit einem Auszug aus einem zur Veröffentlichung eingereichten Artikel von Hans R. Böttcher (Seite 40–42). Für eine Nachauflage der Taschenbuch-Ausgabe erweitert um → Standort 1990).
1. 1 2 3  Seite 14.
2. ↑  Seite 16.
3. ↑  Seite 13.
4. 1 2  Seite 12.
5. 1 2 3  Seite 11.
6. 1 2 3 4 5 6 7  Seite 18.
7. ↑  Seite V.
8. ↑  Seite 18–19.
9. 1 2 3  Seite 19.
10. 1 2 3 4 5 6  Seite 23.
11. ↑  Seite 24.
12. ↑  Seite 23–24.
13. 1 2  Seite 175.

VW
– Das verbannte Wissen (ab 1988):
VW-92
– Das verbannte Wissen. 4. Auflage. Suhrkamp, Frankfurt am Main 1992, ISBN 3-518-38290-X (Taschenbuch nach der gebundenen Ausgabe von 1988. Für eine Nachauflage der Taschenbuch-Ausgabe revidiert und erweitert um → Standort 1990).
1. 1 2  Seite 62.
2. ↑  Seite 69.

GS
– Der gemiedene Schlüssel (ab 1988):
GS-91
– Der gemiedene Schlüssel. Erweiterte und revidierte Nachauflage. 1. Auflage. Suhrkamp, Frankfurt am Main 1991, ISBN 3-518-38312-4 (Taschenbuch nach der gebundenen Ausgabe von 1988. Für eine Nachauflage der Taschenbuch-Ausgabe erweitert um → Standort 1990).
AB
– Abbruch der Schweigemauer (ab 1990):
AB-93 – Abbruch der Schweigemauer. Die Wahrheit der Fakten. 1. Auflage. Hoffmann und Campe, Hamburg 1993, ISBN 3-455-10305-7 (Taschenbuch nach der gebundenen Ausgabe von 1990. Für die Taschenbuch-Ausgabe erweitert um das Nachwort „Befreiung vom Selbstbetrug“).
1. ↑  Seite 16 (nicht paginiert).
2. ↑  Seite 54.

UM-94
– Das Drama des begabten Kindes und die Suche nach dem wahren Selbst. Eine Um- und Fortschreibung. 1. Auflage. Suhrkamp, Frankfurt am Main 1994, ISBN 3-518-40655-8 (Gebundene Ausgabe).
1. 1 2 3  Seite 233.
2. ↑  Seite 24.

UM-09
– Das Drama des begabten Kindes und die Suche nach dem wahren Selbst. Eine Um- und Fortschreibung. 1. Auflage. Ungehört, Frankfurt am Main 2009 (Hörbuchfassung).
WL
– Wege des Lebens (ab 1998):
WL-98
– Wege des Lebens. Sieben Geschichten. 1. Auflage. Suhrkamp, Frankfurt am Main 1998, ISBN 3-518-40964-6 (Gebundene Ausgabe).
GL
– Dein gerettetes Leben (ab 2007):
GL-07
– Dein gerettetes Leben. Wege zur Befreiung. 1. Auflage. Suhrkamp, Frankfurt am Main 2007, ISBN 978-3-518-41934-2 (Gebundene Ausgabe).
1. 1 2  Seite 55.
2. ↑  Seite 76 und 77.

JT
– Jenseits der Tabus. Ausgewählte Antworten auf Leserbriefe. Eigenverlag, Ohne Ortsangabe 13. Mai 2009 (alice-miller.com [PDF; 286 kB; abgerufen am 7. August 2009] Antworten aus der Zeit von Mai 2007 bis Juli 2008. Mit einem Vorwort der Autorin. 88 Seiten).
1. ↑  Seite 1.

### Faszikel
Kurze, eigenständige Texte, die gleichlautend in mehreren Büchern oder Artikeln oder beidem veröffentlicht wurden:
XII
– Zwölf Punkte. 1984 (alice-miller.com (Memento vom 6. April 2015 im Internet Archive) [abgerufen am 16. August 2009]).
1. ↑  Punkt 8.

XXI
– Einundzwanzig Punkte. 1983 (alice-miller.com (Memento vom 2. April 2015 im Internet Archive) [abgerufen am 16. August 2009]).
1. ↑  Punkt 1.

MXM
– Standort 1990. Suhrkamp, Frankfurt am Main 1990 (Kapitel, das von 1990 bis ca. 1995 verschiedenen Nachauflagen der von Miller bei Suhrkamp erschienenen Bücher vorangestellt wurde. Die Seitenangaben mit römischen Ziffern beziehen sich auf die jeweils einheitliche Paginierung innerhalb der ersten drei Taschenbücher).
1. ↑  Seite III.
2. ↑  Seite V.

### Artikel und Gespräche
Nach Erscheinungsjahr:
71a
– Zur Behandlungstechnik bei sogenannten narzißtischen Neurosen. In: Psyche. Jg. 25, 1971, S. 641–668.
1. ↑  Seite 642.
2. ↑  Seite 646.
3. 1 2  Seite 641.
4. ↑  Seite 656.
5. ↑  Seite 664.

79a
– Depression und Grandiosität als wesensverwandte Formen der narzißtischen Störung. In: Psyche. Jg. 33, 1979, S. 132–156 (Mit kleinen Änderungen erneut abgedruckt als Teil II von „Das Drama des begabten Kindes und die Suche nach dem wahren Selbst“ (1979)).
1. ↑  Seite 155.
2. 1 2  Seite 132.

79b
– The drama of the gifted child and the psychoanalyst's arcisstic disturbance. In: International Journal of Psycho-Analysis. Jg. 60, 1979, ISSN 0020-7578, S. 47–58 (Auf Deutsch erschienen als Teil I von „Das Drama des begabten Kindes und die Suche nach dem wahren Selbst“ (1979)).
1. ↑  Seite 47.

79c
– Depression and grandiosity as related forms of narcissistic disturbance. In: International Review of Psycho-Analysis. Jg. 6, Nr. 1, 1979, ISSN 0306-2643, S. 61–76.
– Florian Langegger: Mozart – Vater und Sohn. In: Psyche. Jg. 35, 1981, S. 587–588 (Buchbesprechung).
82a
– Die Töchter schweigen nicht mehr. In: Brigitte, Sonderheft 20 „Bücher“. Oktober 1982, S. [32–35] (Auch leicht gekürzt abgedruckt in Du sollst nicht merken (Nachauflage der 1. Taschenbuch-Auflage von 1983), Seite 390–397).
87a
– Alice Miller, Barbara Vögler: Wie Psychotherapien das Kind verraten. Barbara Vögler im Gespräch mit Alice Miller. In: Psychologie Heute. Beltz, April 1987, ISSN 0340-1677, S. 20–31.
1. ↑  Seite 30, Spalte 1.
2. ↑  Seite 30, Spalte 1 f.
3. 1 2  Seite 20, Spalte 2.
4. ↑  Seite 20, Spalte 1.

95b
– Alice Miller, Gerhard Tuschy: Das Psycho-Geschäft und die Würde des Patienten. Gerhard Tuschy im Gespräch mit Alice Miller. In: Psychologie Heute. Beltz, April 1995, ISSN 0340-1677, S. 60–65.
99a
– Alice Miller, Noreen Taylor: It is Never Right to Hit a Child. Alice Miller interviewed by Noreen Taylor. In: Times of London. 7. September 1999, ISSN 0140-0460 (alice-miller.com [abgerufen am 10. August 2009] Published in print in a slightly shortened version. Online with some additions of 2004).
1. 1 2 3  Antwort 1.
2. ↑  Antwort 6.

### Andere Veröffentlichungen
Nach Erscheinungsdatum:
- Alice Miller: Communication To My Readers. In: primals.org. 2010, abgerufen am 24. Mai 2024 (englisch, Distanzierung von J. Konrad Stettbacher).
- Alice Miller: Note to My Readers. In: naturalchild.org. 2010, abgerufen am 24. Mai 2024 (englisch, Distanzierung von regressions-gestützten Psychotherapie-Methoden).
- Alice Miller: Mitleid mit dem Vater. Über Saddam Hussein. In: Der Spiegel. 12. Januar 2004, abgerufen am 24. Mai 2024: „Die Psychoanalytikerin Alice Miller […] über die Kindheitstraumata, die Saddam Hussein zum gewalttätigen Tyrannen gemacht haben, und das Phänomen des weltweiten Mitleids, das dem entmachteten Diktator nach seiner Gefangennahme entgegengebracht wird.“
- Alice Miller: entwicklung des forums ourchildhood. In: alice-miller.com. 24. Februar 2008, archiviert vom Original (nicht mehr online verfügbar) am 29. Juni 2009; abgerufen am 7. August 2009: „Die folgende Antwort schrieb Alice Miller auf den Brief einer Leserin, die die Entwicklung im ourchildhood.de Forum „mit Sorge erfüllt“, die jedoch inzwischen darum bat, dass ihr Beitrag nicht veröffentlicht wird.“